# Karl Piska
Karl Piska (* 18. Mai 1928 in Wien; † 18. Dezember 2008 ebenda) war ein österreichischer Jurist und Richter. Piska war im Laufe seiner richterlichen Karriere Vizepräsident zweier Höchstgerichte: Von 1985 bis 1993 zunächst als Vizepräsident des Obersten Gerichtshofs und – teilweise parallel dazu – von 1993 bis 1998 als Vizepräsident des Verfassungsgerichtshofs.

## Beruflicher Werdegang
Karl Piska wurde am 18. Mai 1928 in der österreichischen Bundeshauptstadt Wien als Spross einer Juristenfamilie geboren. Er absolvierte das Studium der Rechtswissenschaften an der Universität Wien, wo er im Jahr 1951 zum Doktor der Rechte (Dr. iur.) promoviert wurde. Direkt im Anschluss an das Studium trat Karl Piska in den Justizdienst ein. Er legte 1954 die Richteramtsprüfung ab und wurde noch mit 6. März 1954 zunächst zum Hilfsrichter ernannt. Ab 27. Februar 1957 versah er seinen Dienst zunächst als zugeteilter Richter, dann als Staatsanwalt bei der Staatsanwaltschaft am Jugendgerichtshof in Wien-Erdberg.
Mit 16. Oktober 1963 erfolgte Piskas Wechsel als Richter an das Landesgericht für Strafsachen Wien, wo er in weiterer Folge Senatsvorsitzender und Präsidialvorstand in der Justizverwaltung des Landesgerichts wurde. Mit 2. Jänner 1968 wurde Karl Piska der Generalprokuratur beim Obersten Gerichtshof zugeteilt, am 1. Jänner 1971 wurde er dort zum Generalanwalt, einem Stellvertreter des Generalprokurators, ernannt. Allerdings folgte mit 1. Oktober 1971 bereits wieder der Wechsel zurück in die richterliche Tätigkeit, als er zum Hofrat des Obersten Gerichtshofs (also Richter ebendort) ernannt wurde.
Ab 1. Jänner 1980 wurde Karl Piska am OGH als Senatspräsident die Leitung eines Strafsenats übertragen, mit 1. Jänner 1985 stieg er am Obersten Gerichtshof zum Vizepräsidenten auf, was er verbunden mit der weiteren Leitung seines Senats auch bis zur Pensionierung als Richter der ordentlichen Gerichtsbarkeit mit 31. Dezember 1993 blieb.
Über Vorschlag des österreichischen Nationalrats wurde Karl Piska mit 14. März 1973 durch Bundespräsident Franz Jonas zum Mitglied des Verfassungsgerichtshofs ernannt. Am VfGH war er von 1981 bis 1989 sowie von 1990 bis 1993 mehrfach als ständiger Referent tätig. Mit 21. Oktober 1993 wurde er über Vorschlag der Bundesregierung am Verfassungsgerichtshof zu dessen Vizepräsidenten ernannt, womit er etwas mehr als zwei Monate lang parallel Vizepräsident zweier Höchstgerichte, nämlich des VfGH und des OGH, war. Seinen Abschied aus der richterlichen Tätigkeit am Verfassungsgerichtshof nahm Karl Piska wie verfassungsmäßig vorgesehen (Art. 147 Abs. 6 B-VG) mit 31. Dezember 1998, dem Ende des Jahres, in dem er das 70. Lebensjahr vollendete. Er wurde am Neustifter Friedhof bestattet.

## Privatleben und Auszeichnungen
Karl Piska war verheiratet und Vater eines Sohnes. Neben seiner beruflichen Tätigkeit war er ab dem Jahr 1996 Vizepräsident der Österreichischen Juristenkommission und wurde von dieser im Mai 2008 zum Ehrenpräsidenten gewählt. Zudem war er Ehrenmitglied des Instituts für Menschenrechte der kroatischen Akademie der Wissenschaften und Künste. 1989 erhielt er gemeinsam mit anderen VfGH-Kollegen vom Wiener Bürgermeister Helmut Zilk das Große Silberne Ehrenzeichen für Verdienste um das Land Wien. Vom österreichischen Bundespräsidenten Thomas Klestil wurde ihm im Jahr 1997 in Anerkennung seiner Verdienste das Große Silberne Ehrenzeichen am Bande für Verdienste um die Republik Österreich verliehen. Am 5. November 1998 verlieh ihm weiters der niederösterreichische Landeshauptmann Erwin Pröll das Silberne Komturkreuz mit dem Stern des Ehrenzeichens für Verdienste um das Bundesland Niederösterreich.